# Големо-Село
Голе́мо-Се́ло (болг. Големо село) — село в Кюстендильській області Болгарії. Входить до складу общини Бобов-Дол.

## Населення
За даними перепису населення 2011 року у селі проживали 488 осіб.
Національний склад населення села:
| Національність   | Кількість осіб | Відсоток |
| ---------------- | -------------- | -------- |
| болгари          | 482            | 99,0%    |
| турки            | 4              | 0,8%     |
| цигани           | 0              | 0%       |
| Всього відповіли | 487            |          |

Розподіл населення за віком у 2011 році:
Динаміка населення: